# Isla Rasa (Argentina)
La isla Rasa es una pequeña isla de origen rocoso en el extremo norte del golfo San Jorge del mar Argentino, se encuentra ubicada aproximadamente a unos 17 km de la costa, frente a la provincia argentina del Chubut frente al cordón costero del Parque Interjurisdiccional Marino Costero Patagonia Austral.La isla es parte de un archipiélago que comprende un área con más de 55 islas e islotes en una extensión de, aproximadamente, 100 kilómetros de costa.
La costa es dominantemente de piedra y ella existe una colonia de lobos marinos de dos pelos (Arctocephalus australis) la cual cuenta aproximadamente con 5.000 individuos. Esto representa el 60% de todos los individuos de esta especie en el país.Se hipotetiza que la razón de tal concentración es que los lobos de esta especie eligieron un lugar de difícil acceso ante la grave caza que sufrieron en las playas de fácil acceso en el continente.
Además, hay colonias de lobos marinos de un pelo (Otaria flavescens), cormorán imperial (Leucocarbo atriceps), palomas antárticas, gaviotas cocineras (Larus dominicanus) y grises (Larus argentatus). En los alrededores es común que naden delfines australes (Lagenorhynchus australis) y alguna especie de ballena
En la isla existe también un faro no habitado cuyos trabajos de construcción del faro se iniciaron el 2 de septiembre de 1915 y finalizaron el 7 de septiembre de 1915, pero diversas circunstancias técnicas con la linterna del faro, demoraron el libramiento al servicio hasta el 6 de junio de 1917.En el año 1930, a raíz del avanzado estado de deterioro de la estructura, se cambió por un tubo cilíndrico de 6 metros de altura, también pintado de negro. En el año 1982 se procedió a cambiar el sistema de alimentación de gas acetileno por paneles solares y baterías fotovoltaicas, quedando con un alcance luminoso de 9,3 millas náuticas.